# Ryan Binns
Ryan Luke Binns, född 8 december 1995 i Sheffield, är en engelsk fotbollsspelare (anfallare) som spelar för IF Sylvia.